# 嘉義火雞肉飯
嘉義火雞肉飯，是一種發源於臺灣嘉義的小吃。

## 由來
根據地方耆老說法，二戰結束之後許多駐台美軍（主要為美國空軍）駐紮於此地區，美軍將火雞帶入之後，由嘉義附近地區養殖戶大量繁殖。因戰後各項物資缺乏，一般人要吃雞肉不容易，火雞較大，相對於土雞價格也低，營養價值也高，地方小吃攤想到用火雞當作小吃食材，因此做出類似滷肉飯之雞肉飯料理。傳統南台灣多拿雞胸肉蒸熟剝成雞絲或雞片鋪在飯上、澆上醬汁稱作雞絲飯或雞片飯。

## 作法
傳統的料理法為在白飯上鋪上火雞肉，再淋上雞汁跟豬油而成，但不同的店家做法會略有不同。雖然隨著文化擴散，台灣各縣市都可以看到販售火雞肉飯的餐飲店，但大多會打出「嘉義」的名號。傳統的嘉義火雞肉飯主要選用火雞肉當作素材，而雞汁則是以全雞蒸煮所熬成的醬汁，加上酥炸過紅蔥頭的豬油，混合雞肉和白飯攪拌，味道香而不膩；傳統店家會在火雞肉上頭再撒些油蔥酥，讓整體的香味更富有層次，一般則是會配一片醃製的黃色蘿蔔乾，相當下飯。

## 種類
傳統中台灣多拿雞胸肉蒸熟剝成雞絲或雞片鋪在飯上、澆上醬汁稱作雞絲飯或雞片飯，而北臺灣多採用家雞做成「雞肉飯」，且以雞絲飯為多，但不如嘉義雞肉飯有名。
有些店家會提供雞滷飯，就是將滷肉飯的滷肉與雞肉飯的雞肉醬汁各淋一半到飯上。